# Ana Carvalho
Ana Patricia Simões Gonçalves de Carvalho (nascida em 1996) é uma política portuguesa, copresidente do partido Volt Portugal e engenheira de energias renováveis.

## Biografia
Estudou engenharia eletrotécnica e de computadores no Instituto Superior Técnico e no Instituto de Tecnologia de Karlsruhe, trabalhando como engenheira na área das energias renováveis.
Enquanto estudava na Alemanha, em 2018, juntou-se ao partido e movimento Volt Europa, citando que se lançou na política através do associativismo estudantil e da defesa dos direitos LGBTQIA+, tendo uma paixão pelo papel da União Europeia e pelo seu potencial. Teve um papel-chave na criação do Volt Portugal.
Foi secretária geral do Volt Portugal, entre setembro de 2020 a junho de 2022. Nas eleições legislativas de 2022, foi a segunda candidata da lista a Lisboa. No segundo congresso do Volt Portugal, a 27 de junho de 2022, foi eleita copresidente do partido, juntamente com Duarte Costa. Desde então, lideraram o partido em regime de copresidência. Com modelo de liderança conjunta oficialmente adotado nos estatutos do partido, o Volt tornou-se o primeiro partido em Portugal com liderança partilhada.

## Posições políticas

### Inclusão social
Descrevendo-se ela própria como bissexual, faz campanha contra a discriminação de pessoas LGBTQIA+ e a favor de reformas estruturais na União Europeia que a capacitem de tomar medidas contra os estados-membros que violem os direitos humanos nos quais os direitos LGBTQIA+ estão inseridos. Juntamente com Duarte Costa, copresidente do Volt Portugal, defende que a discriminação deve ser combatida democraticamente. O liberalismo social, sobre ataque pelo ultraconservadorismo, deve ser eficazmente reinforçado através de políticas informadas pela ciência, sendo estas uma das motivações para fundarem o partido.

### Habitação
Num artigo de opinião em 2023, Ana Carvalho levantou o problema de muitos jovens não terem condições de pagar habitação, sendo obrigados a morar com os pais por longos períodos de tempo e criticou a falta de soluções apresentadas pelo governo. Defende que o programa "Mais Habitação" proposto pelo não vai longe o suficiente e que falta olhar para exemplos positivos de outros países europeus que também tiveram de lidar com o mesmo problema. A título de exemplo, propõe a promoção de "habitações multigeracionais", já testadas em países como a Alemanha, que consiste na partilha de casas entre idosos e jovens, ajudando a combater tanto a falta de habitação jovem como o abandono sénior.

### Saúde mental
Com base na sua própria experiência durante os estudos, está empenhada em acabar com o tabu que cerca a saúde mental e o burnout que afeta muitos estudantes universitários, podendo inclusivamente levar ao suicídio. Defende o acesso generalizado a cuidados de saúde mental a estudantes universitários, assim como a adequação dos programas de ensino para o que é humanamente possível, aumentando ao mesmo tempo a eficácia da aprendizagem. É apologista da criação de linhas de apoio psicológico para acompanhar os alunos em maior risco de desolvimento de doenças mentais e defende que a formação de grupos de apoio psicológico para alunos, docentes, ou funcionários universitários que tenham sofrido de burnout deve ser incentivada de forma a prestarem apoio mútuo.